# Utarp
Utarp ist eine von acht Mitgliedsgemeinden der Samtgemeinde Holtriem im Landkreis Wittmund in Niedersachsen. Die Gemeinde hatte 2004 etwa 650 Einwohner und erstreckt sich auf einer Fläche von 6,37 Quadratkilometern. Zu ihr gehören außer der Ortschaft Utarp die Ortsteile Narp und Schlei. Der Ort darf nicht verwechselt werde mit der Ausbausiedlung gleichen Namens, die im Wittmunder Stadtteil Ardorf liegt.
Die Region wie auch die Gemeinde lebt überwiegend vom Tourismus. Die Entfernung zur Nordsee beträgt nur 14 Kilometer. Die Landwirtschaft ist nur bedingt möglich, da die Böden von schlechter Qualität sind.

## Name
Ob das für 1473 im Ostfriesischen Urkundenbuch dokumentierte „tho Uthorpe“ auf Utarp verweist, gilt nach Arend Remmers als fraglich. Sicher ist hingegen die Erwähnung Utarps  als „Vthorp“ auf der Mercatorkarte von 1585. Die Fabriciuskarte nennt Utarp 1589 „Vtorp“. Als „Utarpe“ findet sich der Dorfname 1787 in der von C. H. Normann überarbeiteten Fassung von Bertrams Geographischer Beschreibung des Fürstenthums Ostfriesland (…).  Utarp leitet sich vom altfriesischen ut-therp her und bedeutet „äußeres (entferntes) Dorf“.

## Geschichte
Das Gemeindegebiet Utarps war bereits in der Jungsteinzeit besiedelt. Davon zeugt ein mittlerweile zerstörtes Großsteingrab der Trichterbecherkultur. Bei einer Ausgrabung an seinem Standort wurden 1878 mehrere Gefäße geborgen.
Östlich von Utarp befindet sich am Geestrand die „Utarper Börg“, eine bisher noch nicht näher erforschte, hochmittelalterliche Motte, die nicht in der historischen Überlieferung erscheint. Sie besteht aus einem künstlich aufgeworfenen Hügel von heute 60 × 50 m Größe, der sich ca. 3,5 m über sein Umland erhebt. Jüngere Abgrabungen haben dem Hügel seine heutige trapezförmige Gestalt verliehen, ursprünglich war er kegelförmig. Sein Gipfel ist plateauartig abgeflacht. Bohrungen haben einen nicht mehr erkennbaren, umgebenden Graben nachgewiesen.
Die alte Herrenmühle in Form einer Bockwindmühle, die erstmals 1684 erwähnt wurde, wurde 1908 abgebrochen und durch eine Holländerwindmühle ersetzt. Auch von dieser Holländerwindmühle steht nur noch der Rumpf, da das Oberteil 1960 nach Bad Zwischenahn gebracht wurde.

## Politik

### Gemeinderat
Der Rat der Gemeinde Utarp besteht aus neun Ratsfrauen und Ratsherren. Dies ist die festgelegte Anzahl für die Mitgliedsgemeinde einer Samtgemeinde mit einer Einwohnerzahl von 501 bis zu 1000 Einwohnern. Die neun Ratsfrauen und Ratsherren werden durch eine Kommunalwahl für jeweils fünf Jahre gewählt – zuletzt bei der Wahl am 12. September 2021. Die aktuelle Amtszeit begann am 1. November 2021 und endet am 31. Oktober 2026.
Die Wahlergebnisse der letzten Gemeinderatswahlen:
| Partei / Bewerber       | % 2021 | Sitze 2021 | % 2016 | Sitze 2016 | % 2011 | Sitze 2011 |
| ----------------------- | ------ | ---------- | ------ | ---------- | ------ | ---------- |
| AfD                     | 3,72   | 0          | –      | –          | –      | –          |
| Wählergruppe (WG) Utarp | 85,22  | 8          | 95,44  | 9          | 100,0  | 9          |
| Einzelbewerber Bajen    | 11,06  | 1          | 4,55   | 0          | –      | –          |
| Gesamt                  | 100,0  | 9          | 100,0  | 9          | 100,0  | 9          |

Die Wahlbeteiligung bei der Kommunalwahl 2021 lag mit 69,86 % geringfügig unter dem niedersächsischen Durchschnitt von 57,1 %.
Zum Vergleich – die Wahlbeteiligung bei der Kommunalwahl 2016 lag mit 65,52 % deutlich über dem niedersächsischen Durchschnitt von 55,5 %. Bei der vorangegangenen Kommunalwahl vom 11. September 2011 lag die Wahlbeteiligung bei 58,46 %.

### Bürgermeister
Der Gemeinderat wählte im November 2021 einstimmig das Gemeinderatsmitglied Trude Bohms (WG) zur ehrenamtlichen Bürgermeisterin für die aktuelle Wahlperiode. Sie ist Nachfolgerin von Harmine Bents (WG), die das Amt 28 Jahre ausgeübt hatte.

## Sport
Der Boßelverein „Freesenholt“ Utarp/Schweindorf zählt zu den Spitzenvereinen im ostfriesischen Volkssport Boßeln. In der Saison 2023/2024 ist „Freesenholt“ mit der ersten Frauenmannschaft in der höchsten Spielklasse, der Landesliga, vertreten. Die erste Männermannschaft wirft in der Bezirksliga (2. Liga). Der Verein hat etwa 388 Mitglieder.